# Osorkon C
Osorkon C ou Osorkon de Saïs est un grand chef des Mâ, gouverneur de Saïs, en Basse-Égypte, durant la XXIIe dynastie. Il s'agit du premier grand chef des Mâ de Saïs connu, la région étant auparavant gouverné par un grand chef des Libou.

## Attestations
Osorkon est attesté par plusieurs éléments :
- le « talisman d'Osorkon » - une amulette en faïence représentant la création du monde avec le dieu Rê-Horakhty, Néfertoum, assis sur un nénuphar, émerge des eaux primales[2],[3],
- des ouchebti, maintenant à Londres[2],[4],
- une stèle de donnation au domaine de Neith à Saïs, datée de l'an IX de Sheshonq V[2].

## Biographie
Les ancêtres d'Osorkon sont inconnus. Sur le talisman, il est appelé grand chef des Mâ, chef de l'armée, prophète de Neith, prophète de Ouadjet et de la Dame de Yamou (Hathor), montrant qu'il a régné respectivement sur les villes de Saïs, Bouto et Yamou, une partie importante du delta du Nil occidental. Il est attesté en l'an IX de Sheshonq V, soit vers 761 AEC.
Si Kitchen place Tefnakht (adversaire de Piânkhy et père de Bakenranef de la XXIVe dynastie) comme son successeur immédiat, parce que ce dernier porte les mêmes titres qu'Osorkon ainsi que les titres de grand chef des Libou et grand chef de l'Ouest, Payraudeau indique quant à lui qu'un certain Ker, portant les mêmes titres que Tefnakht, est attesté en l'an XIX du règne de Sheshonq V, puis un certain Roudamon portant également les mêmes titres est attesté en l'an XXXI du même règne, puis un certain Ânkhhor en l'an XXXVIII du même règne. Tefnakht semble donc succéder à Ânkhhor et non à Osorkon directement.
Tefnakht n'était apparemment pas lié à ses prédécesseurs puisque ces derniers ne peuvent pas être identifiés avec le père et le grand-père de Tefnakht, qui ont été nommés respectivement Gemnefsoutkapou et Basa ; cette situation pourrait indiquer que Tefnakht a pris le pouvoir par la force ; celui-ci hérita ensuite de tous les titres détenus par ses prédécesseurs, et donc, ne descendait pas réellement, comme on l'a cru, d'une tribu libyenne, Mâchaouach, ou Libou, mais d'une famille de prêtres, d'origine inconnue, de Saïs.